# Matt Jones (giocatore di football americano 1992)
Matt Jones (Tampa, 10 dicembre 1992) è un giocatore di football americano statunitense attualmente free agent, che gioca nel ruolo di running back.

## Biografia

### Washington Redskins
Dopo avere giocato al college a football a Florida, Jones fu scelto nel corso del terzo giro (95º assoluto) del Draft NFL 2015 dai Washington Redskins. L'11 maggio 2015 firmò un contratto quadriennale. Debuttò come professionista subentrando nella gara del primo turno contro i Miami Dolphins in cui corse sei volte per 28 yard. Sette giorni dopo si mise in luce correndo 123 yard e i suoi primi due touchdown nella vittoria sui Rams che gli valsero il premio di miglior running back della settimana.
Nel decimo turno, Jones guidò la squadra con 131 yard ricevute e segnò il primo touchdown su ricezione in carriera nella vittoria per 47-14 sui Saints. La sua annata si chiuse al secondo posto della squadra in yard corse (490) e in touchdown su corsa (4) in 13 presenze, nessuna delle quali come titolare.
Il 2 settembre 2017, Jones fu svincolato dopo due stagioni dai Redskins.

### Indianapolis Colts
Il giorno successivo, Jones firmò con gli Indianapolis Colts.

## Palmarès
- Running back della settimana: 1

2ª del 2015